# Zhan Shuping
Zhan Shuping (kinesiska: 展 淑萍), född den 24 april 1964 i Liaoning, Kina, är en kinesisk basketspelare som var med och tog OS-silver 1992 i Barcelona. Hon är 188 centimeter lång.